# Harmi
Harmi – wieś w Estonii, w prowincji Harju, w gminie Kõue.